# Фатіма Мернісі

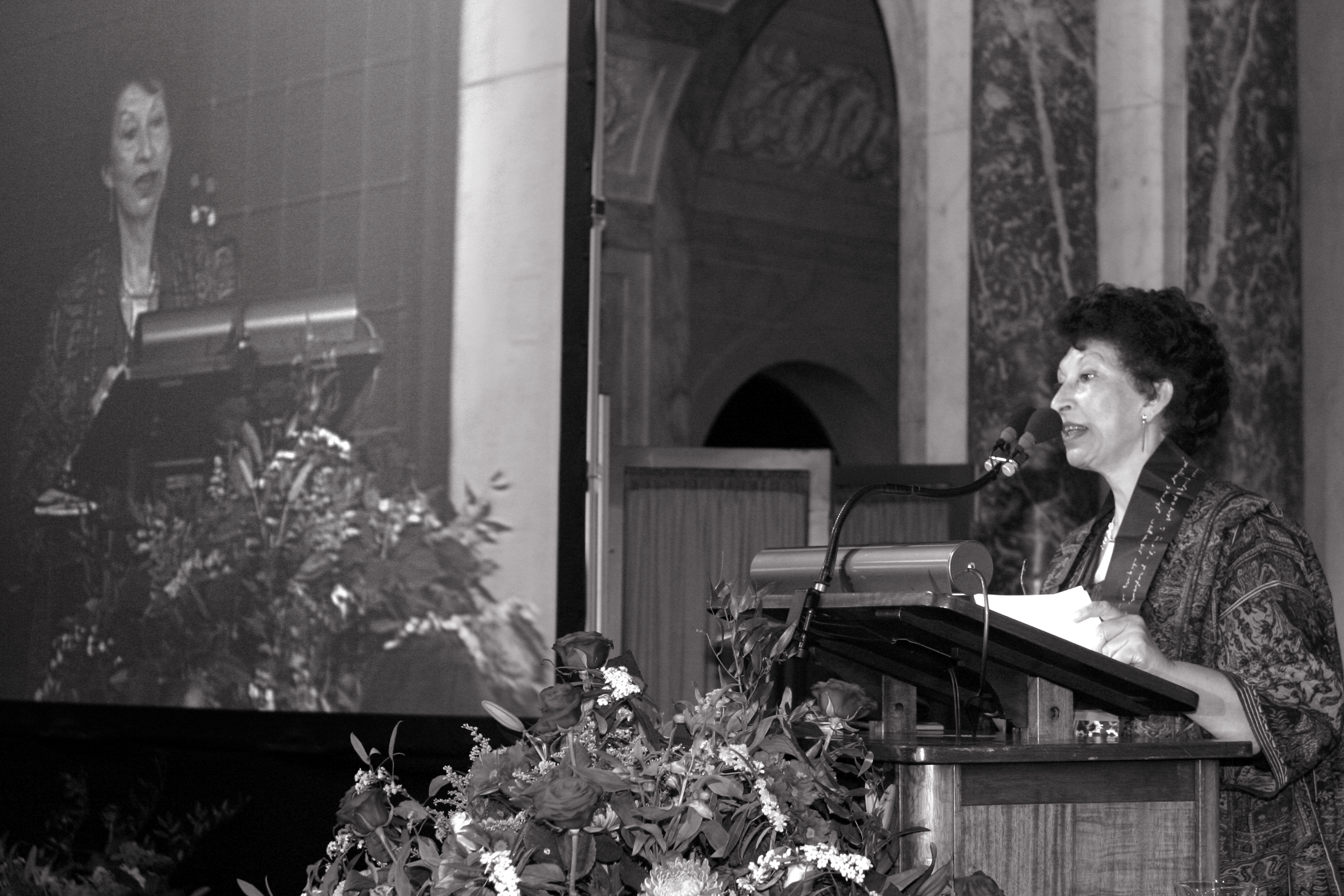
Фатіма Мернісі (2004)

Фатіма (або Фатема) Мернісі (араб. فاطمة مرنيسي;
1940 — 30 листопада 2015) — марокканська письменниця-феміністка і соціологиня.

## Життєпис
Народилася в сім'ї представників середнього класу в місті Фес у 1940 році. Початкову освіту здобула у школі, яку заснував націоналістичний рух, а середню — у школі для всіх дівчат, яку фінансував Французький протекторат. 1957 року вивчала політологію в Паризькому і Брандейському університетах, де здобула ступінь доктора.
Потім повернулася працювати в Університет Мухаммеда V. Викладала там на факультеті Faculté des Lettres від 1974 до 1981 року такі предмети як методологія, сімейна соціологія і психосоціологія. На міжнародному рівні стала відомою головним чином як ісламська феміністка.
Як ісламська феміністка Мернісі переважно займалася питанням місця жінки в ісламі, аналізуючи історичний розвиток ісламської думки, а також її сучасний стан. Детально проаналізувавши природу спадкоємності Магомета, вона висловлювала сумніви у справжності деяких хадисів, а отже й у законності підлеглого становища жінок, яке вона спостерігала в ісламі, але не обов'язково в Корані. Багато писала про життя в гаремі, а також про гендерну, суспільну і приватну сфери. Її твір «Дочка торговця і син султана» (англ. "The merchant's daughter and the son of the sultan") увійшов до антології 1984 року Sisterhood Is Global: The International Women's Movement Anthology, за редакцією Робін Морган.
Як соціолог Мернісі здійснювала польові дослідження переважно в Марокко. Наприкінці 70-х — на початку 80-х проводила опитування, щоб визначити найбільш поширене ставлення до питання жінок і роботи. Ці дослідження вона робила для ЮНЕСКО та МОП, а також для марокканської влади. Тоді ж опублікувала багато статей на тему становища жінок в Марокко та Ісламі з сучасної та історичної точок зору.
2003 року разом зі Сьюзен Зонтаґ отримала Премію принцеси Астурійської.
Наприкінці життя читала лекції в Університеті Мухаммеда V в Рабаті, а також проводила дослідницьку роботу в Інституті наукових досліджень там само. Померла в Рабаті 30 листопада 2015 року.

## Праці
Перша монографія Мернісі, Beyond the Veil, опублікована 1975 року. Виправлене видання вийшло друком у Великій Британії 1985 року і в США 1987. Ця книга стала класикою, особливо в царині антропології та соціології жінок в ісламському світі й середземноморських ісламських спільнотах загалом. Її найвідоміша книга як ісламської феміністки, The Veil and the Male Elite: A Feminist Interpretation of Islam, — це квазіісторичне дослідження ролі дружин Магомета. Вперше ця робота вийшла у Франції 1987 року, а потім в перекладі на англійську 1991. Під час написання Doing Daily Battle: Interviews with Moroccan Women (1991) вона проводила опитування серед селянок, робітниць, провидиць і служниць. 1994 року опублікувала мемуари Dreams of Trespass: Tales of a Harem Girlhood.

## Книги
- 1975: Beyond the Veil: Male-Female Dynamics in a Muslim Society. revised ed. 1985, 1987, reprinted London: Saqi Books (2011). ISBN 0-86356-412-7
- Dreams of Trespass: Tales of a Harem Girlhood. New York: Perseus Books (1995). ISBN 0-201-48937-6
- 1983: Le Maroc raconté par ses femmes.
- 1984: L'amour dans les pays musulmans
- 1985: Femmes du Gharb
- 1987: Le harem politique — Le Prophète et les femmes , trans.  The Veil and the Male Elite: A Feminist Interpretation of Islam. New York: Basic Books (1992). ISBN 978-0201-63221-7
- 1988: Shahrazad n'est pas marocaine
- 1990: Sultanes oubliées — Femmes chefs d'Etat en Islam (trans. 1993: Forgotten Queens of Islam)
- 1992: La Peur-Modernité
- 1993: Women's Rebellion and Islamic Memory
- 1994: The Harem Within (retitled Dreams of Trespass — Tales of a Harem Girlhood)
- 1997: Les Aït-Débrouille
- 1998: Etes-vous vacciné contre le Harem?
- 2001: Scheherazade Goes West. New York: Washington Square Press. ISBN 0-7434-1243-5
- Islam and Democracy: Fear of the Modern World. New York: Basic Books (2002). ISBN 0-7382-0745-4
- Les Femmes Du Maroc. Brooklyn: powerHouse Books (2009). ISBN 1-57687-491-5

за редакцією Мернісі:
- Doing Daily Battle: Interviews with Moroccan Women. Translated by Mary Jo Lakeland. New Brunswick, N.J., 1988.